# Coelorinchus thurla
Coelorinchus thurla es una especie de pez de la familia Macrouridae en el orden de los Gadiformes.

## Morfología
• Los machos pueden llegar alcanzar los 21 cm de longitud total.

## Hábitat
Es un pez de aguas profundas que vive entre 179-320 m de profundidad.

## Distribución geográfica
Se encuentra desde el noroeste de Australia hasta el Mar de Arafura.